# 麦克阿瑟公园
麦克阿瑟公园（MacArthur Park），原名西湖公园（Westlake Park）是美国洛杉矶的一个公园，位于西湖（Westlake）社区。其历史可追溯到十九世纪后期。在20世纪40年代初，它以道格拉斯·麦克阿瑟命名，后来指定为洛杉矶市历史文化古迹。

## 地理
公园由威尔希尔大道分为两部分。南部主要由湖泊组成，而北半部包括bandshell、露天剧场、足球场、儿童游乐场和娱乐中心，在夏季举办免费音乐会。。

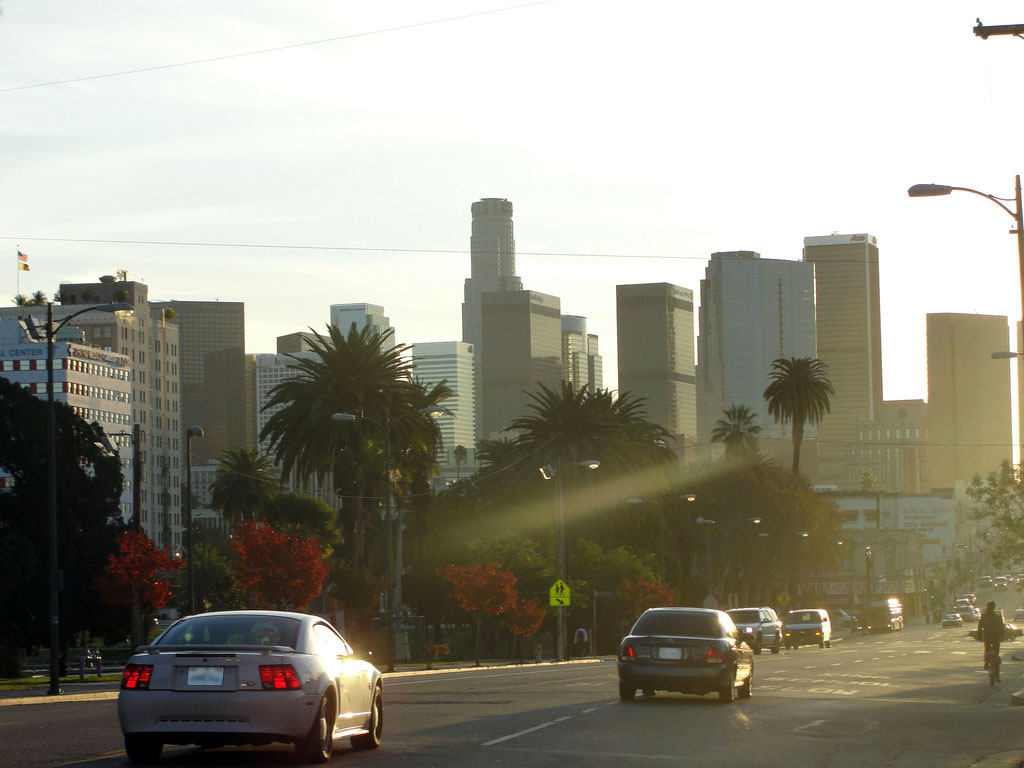
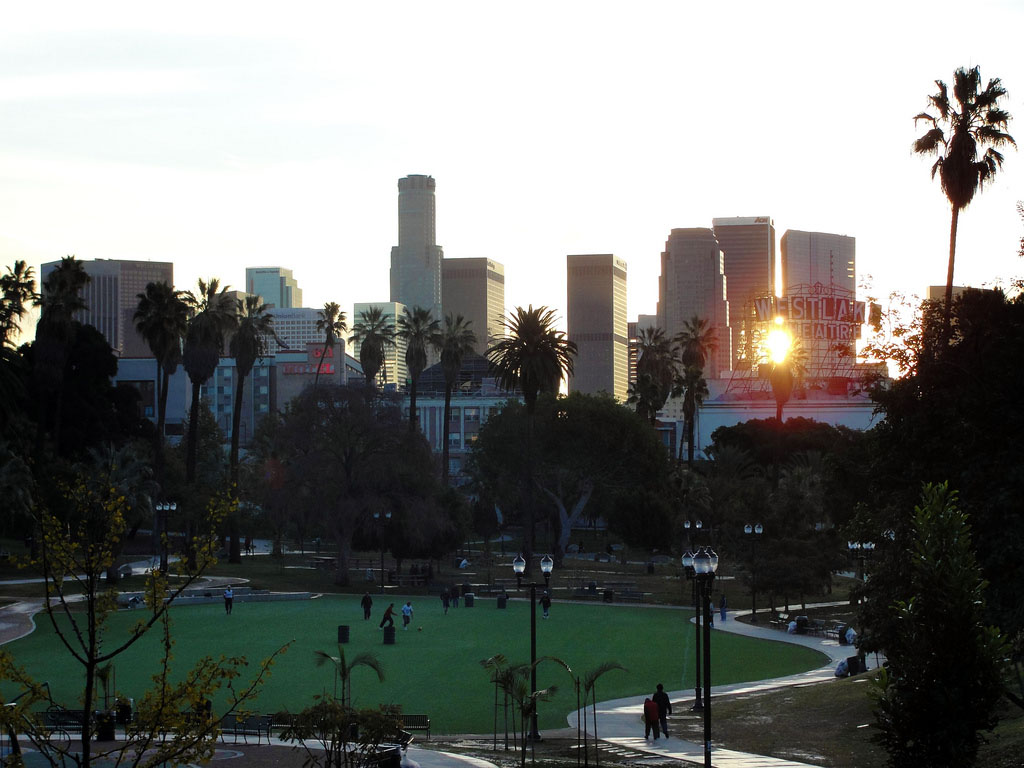
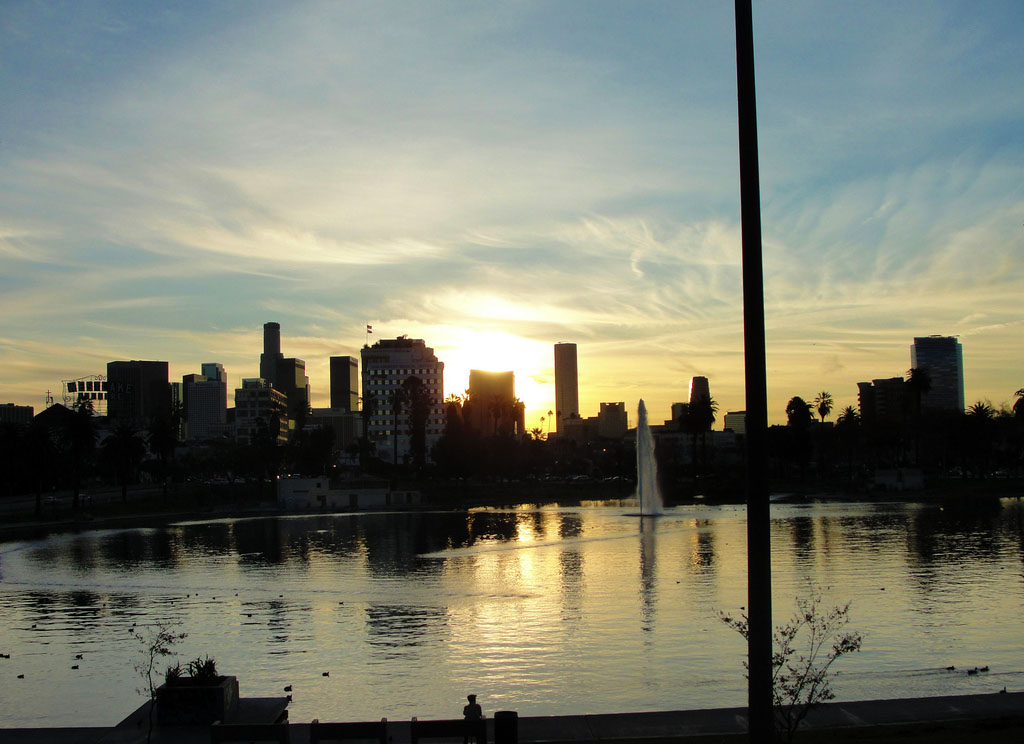
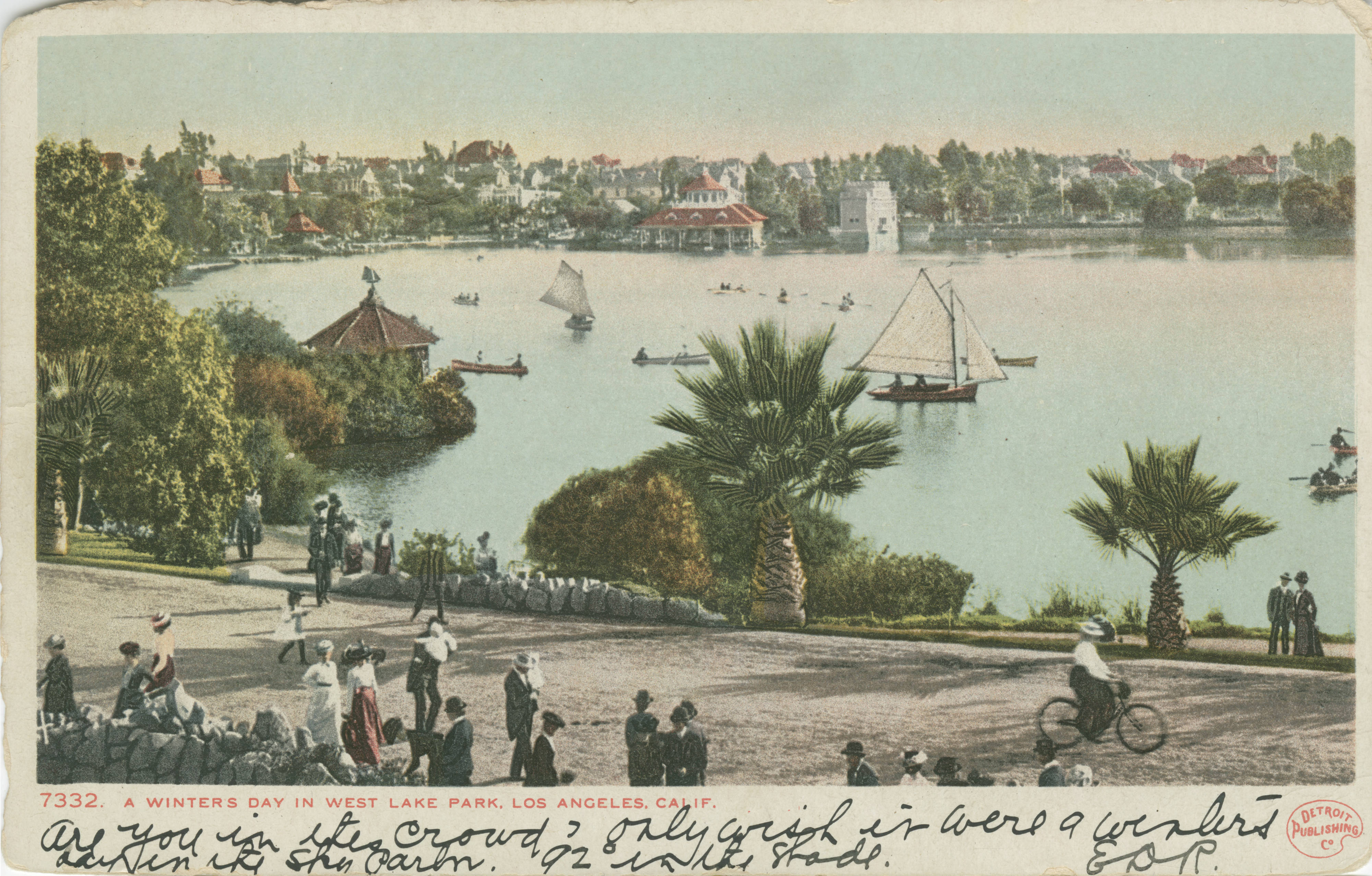
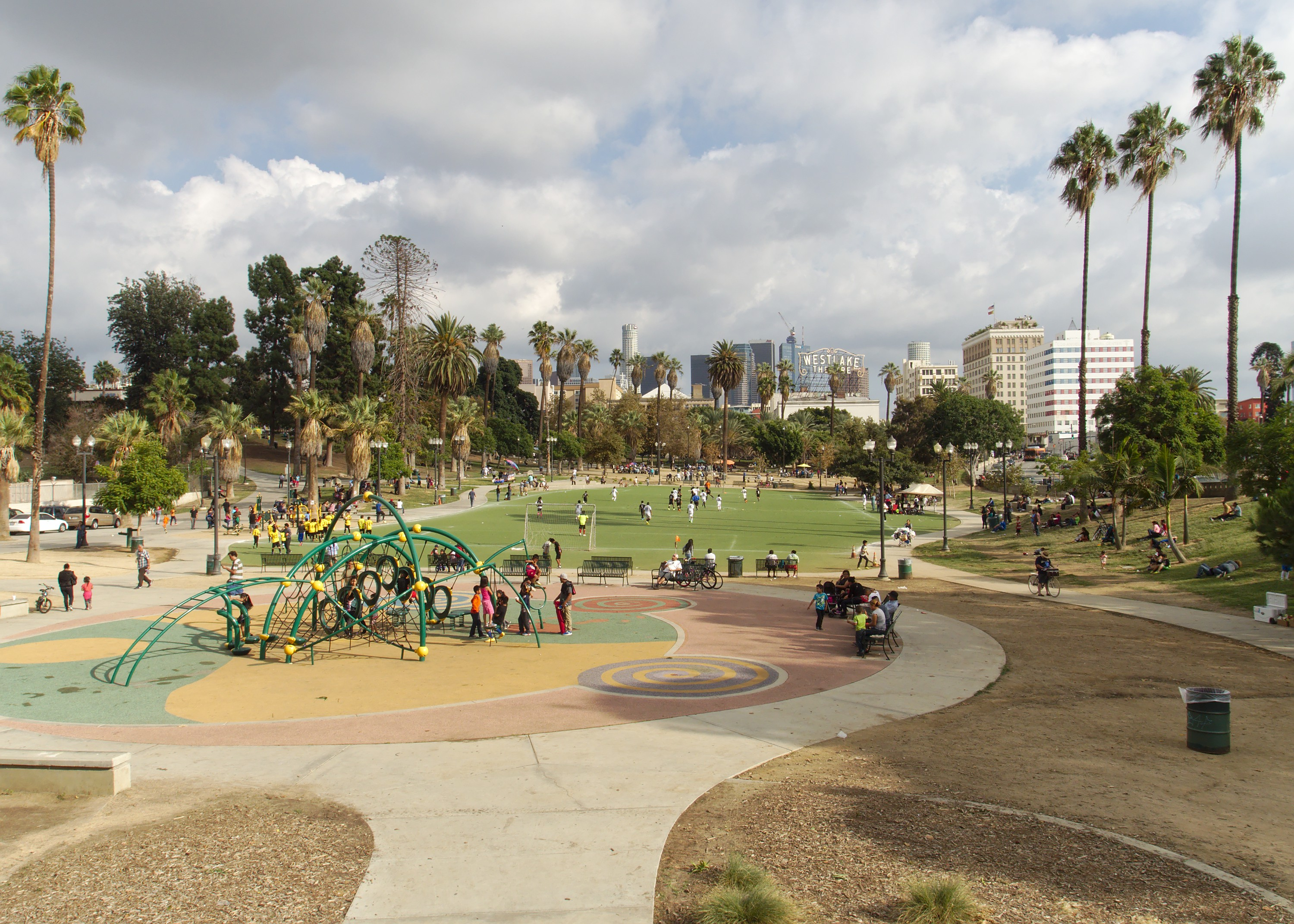
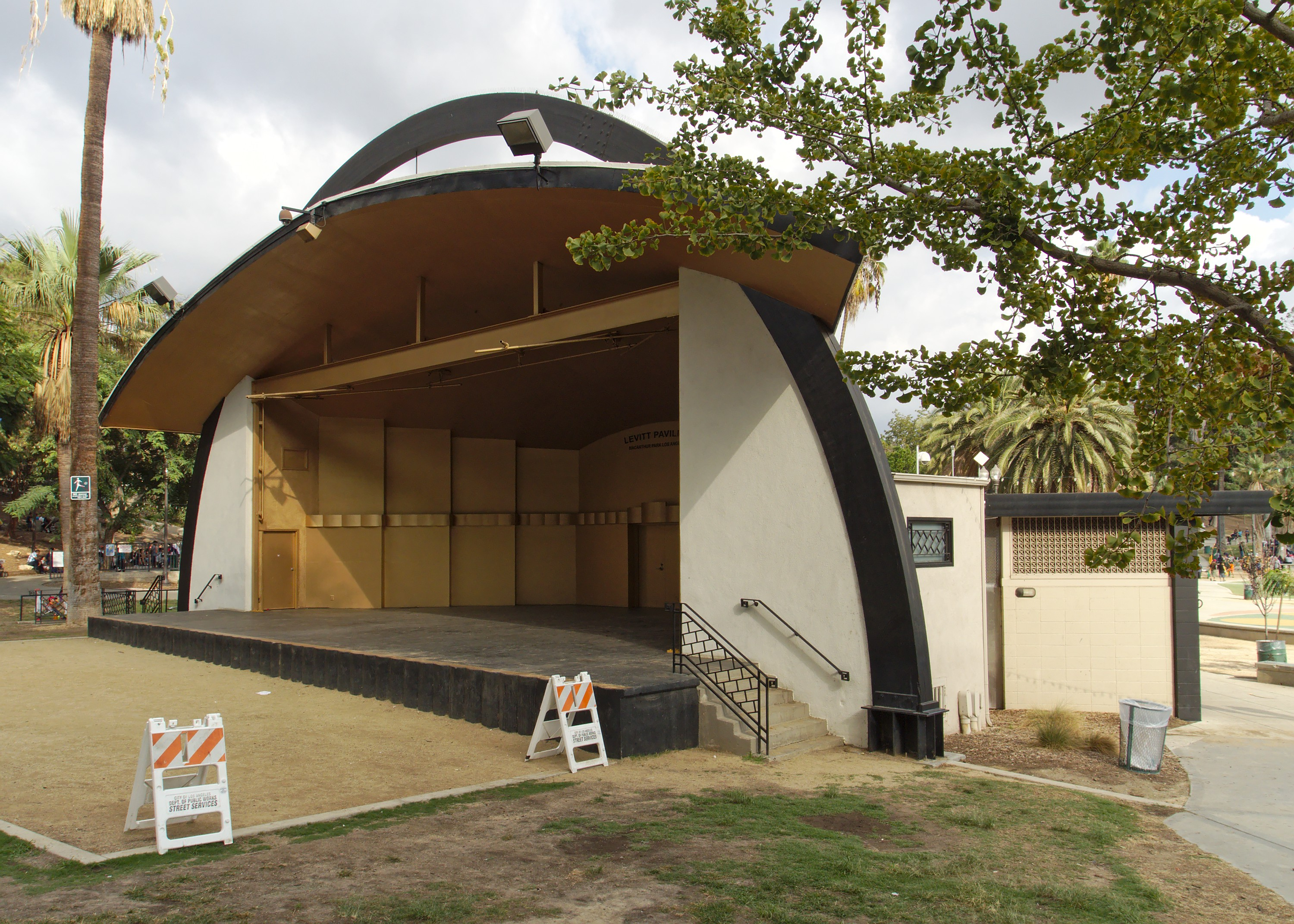

地铁红线的西湖/麦克阿瑟公园站位于街对面。